# 間違えられた男
『間違えられた男』（まちがえられたおとこ、The Wrong Man）は、1956年のアメリカ合衆国のサスペンス映画。監督はアルフレッド・ヒッチコック、出演はヘンリー・フォンダとヴェラ・マイルズなど。1953年にニューヨークで起きた事件をもとに、強盗犯に間違われた男の悪夢のような恐怖を描いている。

## ストーリー
ニューヨークのクラブで働くミュージシャンのマニーは、妻ローズと共に貧しい生活を送っていた。妻のために歯の治療費を借りようと、マニーはローズの保険証書を持って保険会社のオフィスを訪ねる。しかし、そのオフィスに2度も強盗に入った男にマニーがそっくりだったため、警察により連行されてしまう。さらに、目撃者たちによる目視確認と、犯人の残したメモと似た筆跡から、容疑者として逮捕・拘留される。
義弟のジーンらの尽力によって高額の保釈金が支払われ、自宅に戻ったマニーは紹介された弁護士オコナーに弁護を依頼する。マニーとローズは、オコナーの指示に従って事件当日のアリバイを証明してくれる証人を探すが、既に亡くなっているなど、確実な証人を見つけることができない。そして張り詰めた日々の中で、ローズは精神を病んで入院することになる。
裁判ではマニーを犯人と断言する証人らの証言が続く。オコナーは陪審員に問題があるとして審議をやり直すことを提案し、判事もそれを認める。裁判を一からやりなおすことになったマニーは神に祈ることしかできない。
そんな中、真犯人が同様の強盗事件を起こし、店主に取り押さえられて逮捕される。マニーを犯人と断言していた目撃者たちも捕まった男を犯人と認め、マニーの冤罪はようやく晴らされる。この吉報をマニーは入院中のローズに喜び勇んで報告するが、病の癒えないローズは事実をうまく理解できずにいる。
それから2年後、ローズは全快して退院し、一家はフロリダで幸せに暮らしていることが紹介される。

### ヒッチコックの登場シーン

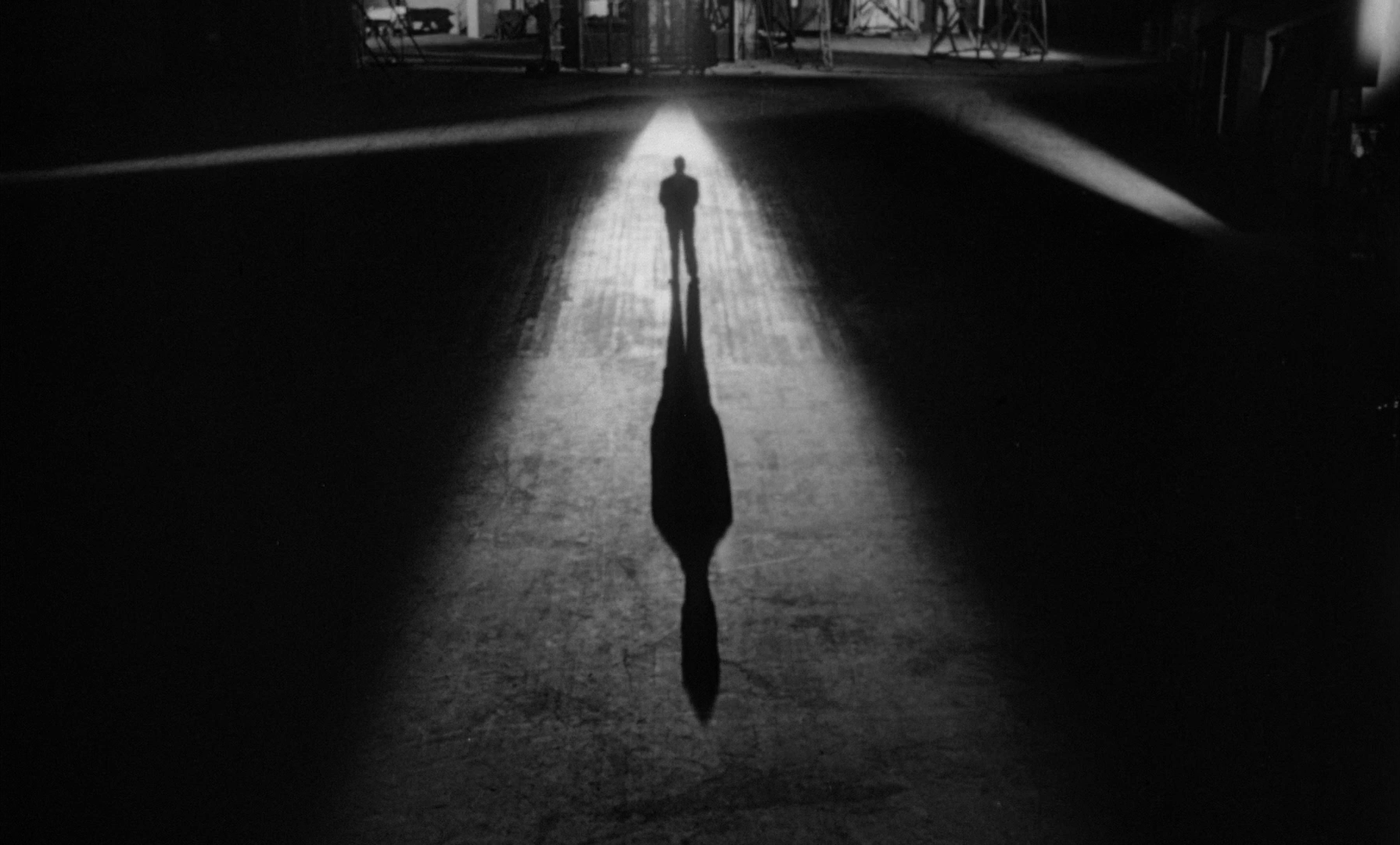

本作では、冒頭のスタジオでライトを背に浴びながら登場する。いつもなら、作品内でユーモラスに登場しているが、本作は内容が非常にシリアスであるために、『これは、実際に起こった出来事を基にした映画です』と珍しく生真面目に語っている。

## キャスト
※括弧内は日本語吹替（初回放送1967年9月17日『日曜洋画劇場』）
- マニー: ヘンリー・フォンダ（小山田宗徳） - バンドのベース弾き。38歳。
- ローズ: ヴェラ・マイルズ（真山知子） - マニーの妻。
- フランク・オコナー（英語版）弁護士: アンソニー・クエイル（仁内建之）
- バワーズ警部補: ハロルド・J・ストーン（塩見竜介）
- ジーン・コンフォーティ: ネヘマイア・パーソフ（内海賢二） - マニーの義弟。
- 少女: チューズデイ・ウェルド[注 1] - マニーとローズが証人を探している際に出会った少女。
- アルフレッド・ヒッチコック（カメオ出演）

## 作品の評価
Rotten Tomatoesによれば、25件の評論のうち高評価は92%にあたる23件で、平均点は10点満点中8.1点となっている。